# Iotape
|  | Per a altres significats, vegeu «Iotape (desambiguació)». |

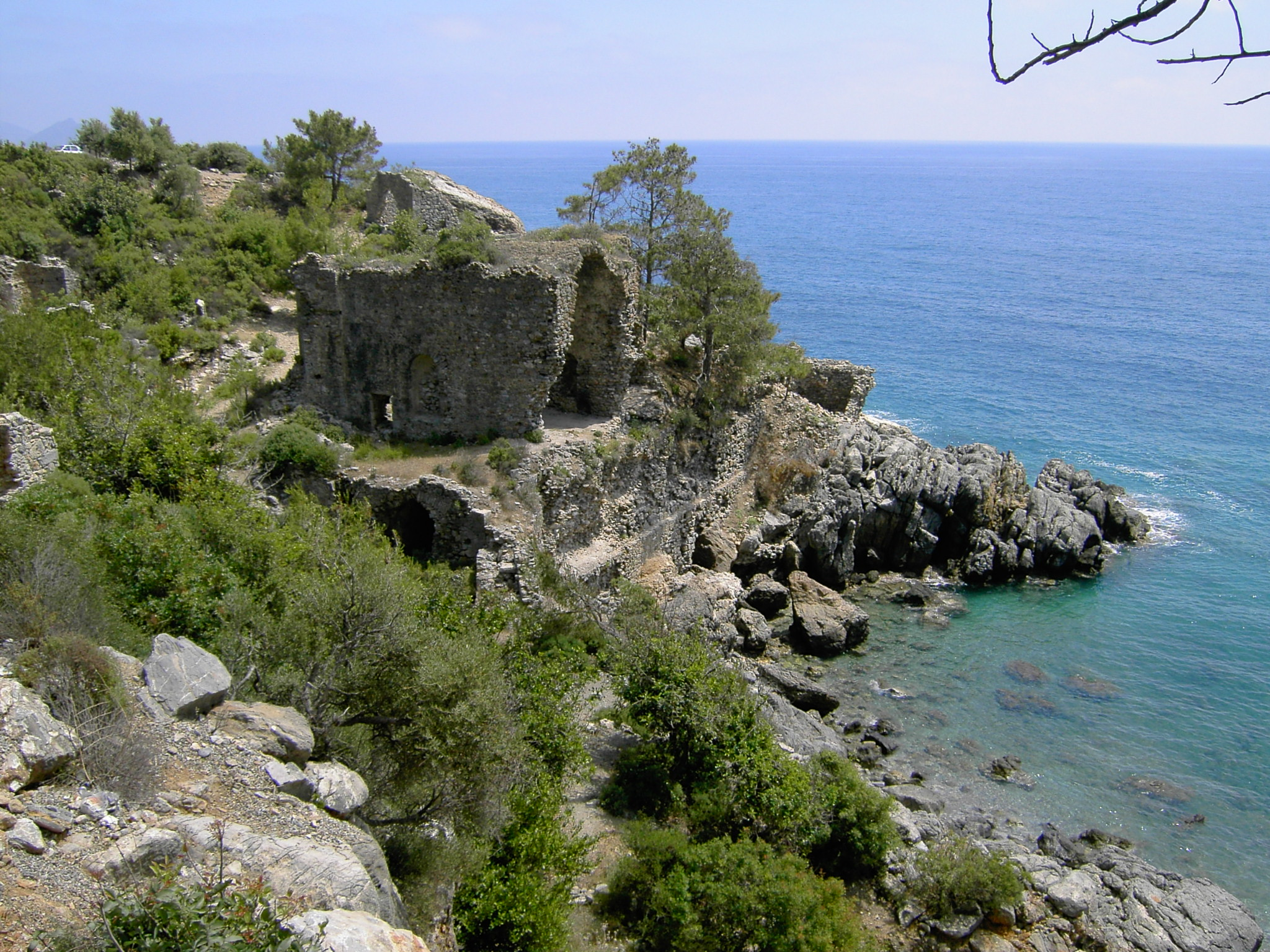
Restes de l'antiga ciutat.

Iotape (en llatí Iotape, en grec antic Ἰωτάπη) era una ciutat de Cilícia, al districte anomenat Selenitis (sud-oest de Cilícia), no llunyana de la ciutat de Selinos.
Podria ser la mateix ciutat que després s'anomenava Laerte, ciutat natal de Diògenes Laerci. En parlen Plini el Vell i Claudi Ptolemeu. Se la identifica amb el fort medieval de Lambardo.